# 中野美奈子
中野 美奈子（なかの みなこ、1979年12月14日 - ）は、日本の女性フリーアナウンサー（元フジテレビアナウンサー）、タレント。香川県丸亀市出身、同市在住。フォニックス所属、元フジテレビジョン所属。

## 来歴

### 生い立ち
香川県丸亀市出身。香川大学教育学部附属坂出中学校、香川県立丸亀高等学校卒業。高校在学中は写真部に所属し、野球部の撮影なども熱心にしていた。この様子は、地元のテレビ局に取り上げられたことがある。
慶應義塾大学商学部卒業。在学中、慶應義塾メディアコミュニケーション研究所修了。大学2年時の1999年、ミスキャンパス 『ミス慶應』のグランプリに選出された。
大学在学中は日本テレビのアナウンススクールである日本テレビアナウンスカレッジ（日テレ学院）に通う。日本テレビのアナウンサー試験では最終面接まで進んだものの、結果は不採用だった。

### フジテレビアナウンサー時代
大学卒業後の2002年4月、フジテレビジョンに入社。同期入社のアナウンサーは中村仁美と渡邉卓哉。入社1年目の2002年9月より、『めざましテレビ』のキャスターに起用された。
2009年3月27日をもって『めざましテレビ』を降板、翌週からは小倉智昭が総合司会を務める『情報プレゼンター とくダネ!』のサブ司会を担当。2009年12月にはオリコン調査「第6回好きな女性アナウンサーランキング」で1位となった。
2009年、子どもの貧困が問題となっているシエラレオネを訪れ、2週間にわたって現地取材した。
2012年3月28日、2010年に結婚した夫（整形外科医）の海外勤務に同行することに伴い、同年6月末をもってフジテレビを退職することが報じられた。同日放送の『とくダネ!』に出演した中野は報道内容を認め、「6月末で番組を全て降り、夏頃に退職する」と発表した。2012年6月29日の放送をもって『情報プレゼンター とくダネ!』を降板。7月26日の『フジテレビに出たい人TV』のイベント「o-nation」を仕事納めに、7月31日をもってフジテレビを退職。

### フリーアナウンサー時代
2012年9月1日付でフォニックスに所属し、フリーアナウンサーとして活動を開始。9月6日、フォニックスに所属しフリーとして活動再開を発表。9月11日の『TOUCH!WOWOW2012いいね♪3チャンネルの日』発表会見（WOWOW）がフリー転身後の初仕事となった。
夫の海外赴任に同行してシンガポールに滞在中には、2013年8月から『めざましテレビ』の水曜日レギュラーとして古巣に復帰し、新コーナー「支局長 中野美奈子」で滞在先のシンガポールから“アジア支局長”としてリポートをすることになった。
2018年末の帰国の後、広島在住で活動を再開。2019年4月から『乃木坂46のザ・ドリームバイト!〜働き方改革!夢への挑戦!〜』（フジテレビ）で出産後初のレギュラー番組を担当。

### その他の活動
2003年、「T.N.T.」として、「君の好きなヒト/約束の空」でCDデビュー。オリコンチャート17位を記録した。 2005年には美奈子&リュウ名義で「落下傘」を制作。 2009年には『アナ★バン!』から生まれたユニットEarly Morningとして、「おいてけぼりのThirty」でデビュー。2013年には『Numero TOKYO』3月号でモード誌への初登場を披露している。
2013年7月より丸亀市文化観光大使を務める。
2023年4月、政府の少子化対策の具体策などを議論する有識者会議である「こども未来戦略会議」の委員に任命された。また、同年6月29日より、四電工の社外取締役に就任した。

### 私生活
2008年秋に友人の姉の夫の後輩として知り合った東京都内の病院に勤務する整形外科医の男性と、1年あまりの交際期間を経て2009年12月26日に結婚を発表。翌2010年3月7日に東京都内のホテルで挙式、8日に婚姻届を提出した。
2013年に夫の海外赴任に伴ってシンガポールへ移住。一時帰国して2016年10月31日に東京にて第1子となる男児を出産。約6年の海外生活を経て、夫の仕事の都合により2018年末に一家で帰国し、広島に移住した。
2021年6月22日、自身のブログで同月13日に第2子となる女児を出産したことを報告。
夫が自身の故郷である香川県丸亀市にクリニックを開業したこともあり、現在では家族全員で丸亀に移住している。

## 人物・エピソード
- 趣味・特技：茶道、写真、スキューバダイビング
- 免許・資格：AEAJ認定アロマテラピーアドバイザー、映画検定4級
- 体育会系の部活に入りたかったが、高校時代は門限があり6時半までに帰らないといけなかったので、帰宅部か日が暮れたらできない部活しか選べず写真部にした[4][注 2]。写真部と並行してパズル部に入り、葛飾北斎の『冨嶽三十六景』2000ピースのものを1年間かけてやっていたが、パズルは普段倉庫にしまい込んでいるので2ピースなく完成しなかった[48]。写真部のメインの時間は文化祭で、野球部の写真を1枚40円で販売すると他校の人が買いに来てくれた。その売り上げで皆でお好み焼きを食べにいったのが、1番の思い出である[48]。
- 夫はサッカーが好きで現地に観戦しに行きたがるが、中野は実況で言ってくれるのでテレビで見る方がいいと意見が違うという[49]。

## 過去の出演番組

### テレビ

#### 学生時代
- あぶない高校生クイズ'96（日本テレビ、1996年8月30日）- 高校2年生の頃に出演

#### フジテレビ時代
- 晴れたらイイねッ!Let'sコミミ隊（不定期） 2002年6月 - 2003年7月に「ミナコのEふぉま!」を担当。
- お台場トレンド株式市場（2002年7月、BSフジ）
- めざましテレビ（2002年9月30日 - 2009年3月27日） - 情報キャスター担当
- 森田一義アワー 笑っていいとも!（2002年10月 - 2004年9月28日） 毎週火曜日のテレフォンアナウンサー
- 女子アナスペシャル
- 宝島の地図シリーズ（BSフジ、2003年7月 - 2004年）
- 超V.I.P. - パーソナリティー（2003年10月 - 2006年9月）
- パンドラの秘宝〜クセになる世界TVウォッチ!（2004年1月 - 3月）
- 音箱登龍門（2004年1月 - 2005年9月）
- 笑っていいとも!春・秋の祭典スペシャル（2004年4月12日・10月4日、2005年4月11日・10月3日、2006年4月10日・10月7日） - アシスタント
- 笑っていいとも!増刊号（2004年10月 - 2006年9月）
- FOOTBALL CX（2006年まで）「メトロでピント!」（2003年 - 2004年）→「〜でピント!」（メトロ、サックス、ピアニカのいずれか）などのコーナー（2004年秋 - 2005年5月）→「HAPPY BIRTHDAY」のコーナー（2005年秋　- 2006年5月）
- お笑い芸人歌がうまい王座決定戦スペシャル （2005年3月1日・7月12日・11月15日、2006年2月28日・7月25日・11月28日・2007年2月27日） - 司会
- イマだ!タレント再生工場 「ノムさん」（2005年5月25日、2006年1月3日・8月15日）
- ワンナイR&R冒険王SP 「めざまし太陽カフェ」案内役（2005年7月22日）- ナビゲーター
- 脳内エステ IQサプリ 2代目秘書（2005年11月5日 - 2009年3月14日） - 小島奈津子の後任で、秘書（サブMC）を担当
- 恐怖の食卓（2006年9月28日、2007年1月11日）- 先代の高島彩に代わり第5回から司会
- 夢街人（2007年4月1日- 2009年3月29日）- ナレーション
- 爆笑そっくりものまね紅白歌合戦スペシャル - 紅組司会
- 東京マスメディア会議（2007年7月15日、2008年1月3日・10月13日、2009年4月2日）- 司会
- ついていったらこうなった（2007年7月14日・12月31日、2008年2月12日・10月14日、2009年10月9日、2010年10月19日、2011年7月26日）- 司会
- アナ☆ログ（2007年10月21日・10月28日・11月4日・11月25日、2008年2月24日・3月9日・3月16日・6月1日・6月15日）
- わかるテレビ（2008年1月4日・4月4日）
- 一攫千金!日本ルー列島（2008年4月 - 2009年2月）
- めざましテレビ Presents 中野美奈子の広人苑（フジテレビ721・739）
- 美奈子&玲子のシネマ☆パラダイス![50]（BSフジ、2008年4月7日 - 2010年9月27日） ※ナビゲーター、遠藤玲子との冠番組。
- ガチネプ（2008年6月17日） - イタセンキング進行役兼ナレーター
- もしも（2008年10月17日 - 2009年3月27日、2009年5月16日） - ナビゲーター、椿原慶子と一緒に出演。実際はレギュラー化前の『もしも2』からナビゲーター。
- オールスター芸能人歌がうまい王座決定戦スペシャル（2008年11月14日）- 司会
- カスペ! 超豪華!超激安!今、絶対食べたくなる最強グルメ86連発!（2008年11月18日） - 司会
- 情報プレゼンター とくダネ!（2009年3月30日 - 2012年6月29日）- サブ司会
- 超ド級!ありえない映像博覧会（2009年5月12日・10月5日・12月29日）- 司会
- ニューカマーズ「人生至福のオーロラ体験中野美奈子アイスランド紀行」（2009年5月25日）
- 体育倉庫〜ジムくんとゆかいな仲間たち〜（2009年7月5日 - 8月30日、2010年6月13日 - 10月17日、2011年7月17日 - 9月4日）アンバー役[51]
- 本日建国!お台場合衆国 めざまし真夏の大中継スペシャル（2009年7月18日）
- くちこみっ!大捜索!!本当は教えたくない!（秘）凄い占い師日本全国で発見しました!SP（2009年9月17日） - 司会
- ウソホンティ（2009年10月14日 - 2010年3月17日） - 司会
- さんま&くりぃむの芸能界㊙個人情報グランプリ（2009年10月23日） - 司会
- 探そう!ニッポン人の忘れもの第一夜『「めざましテレビ」×「とくダネ!」合体スペシャルテレビの中の忘れ物を探せ!』（2009年11月） - 司会
- うわさ体感バラエティ くちこみっ（2010年4月6日 - 9月14日） - 進行
- その顔が見てみたい（2010年10月27日 - 2012年2月3日）
- めざましテレビpresents高島彩卒業SP~宝島からの贈り物（2010年12月30日） - ナレーター
- アナ★バン[2]
- フジアナスタジオ まる生
- キカナイト（2011年7月5日 - 2012年6月29日）
- 脳活アップデートQ!スマートモンキーズ!!（2012年8月12日 - 9月9日）

#### フリー転向後
- あなたの知識をフル解放! クイズ ハキダセ!!（関西テレビ、2012年11月17日）
- めざましテレビ（フジテレビ、2013年8月7日 - 2014年7月3日）- 「支局長　中野美奈子」のコーナーでアジア各国の情報をレポート。
- マナースクープ（フジテレビ、2014年10月13日）
- バナナマンの決断までのカウントダウン（フジテレビ、2015年2月6日）
- 世界HOTジャーナル（フジテレビ、2015年4月10日）
- アナザースカイ（日本テレビ、2015年2月6日、2018年2月9日：久本雅美がシンガポールを訪問した際に出演。）
- 明石家さんまが本気であすにでも住みたい街を探す旅inシンガポール（フジテレビ、2015年6月13日）
- 日曜ファミリア（フジテレビ、2015年12月6日）
- おじゃMAP!!（フジテレビ、2015年12月23日）
- おしゃれイズム（日本テレビ、2016年1月3日）
- 空色のおくりもの（フジテレビ、2016年4月12日　- 9月27日）
- 池上彰スペシャル（フジテレビ、2016年6月3日）
- 有吉弘行のダレトク!?（フジテレビ、2018年2月13日）- シンガポールの穴場観光スポットを紹介。
- 誰だって波瀾爆笑（日本テレビ、2018年7月29日：同期アナウンサーの中村仁美の特集でゲスト出演。2019年10月6日）
- とくダネ!（フジテレビ、2018年9月17日）- 暮らしていたシンガポールから生中継で出演し、番組5000回放送を祝福した。
- 1周回って知らない話（日本テレビ、2019年2月27日）
- フジテレビ開局60周年記念企画 グレイティストTVショー〜ブラウン管が生んだスターたち〜（フジテレビ、2019年3月25日）
- めざまし×さんま　平成のエンタメニュースの主役100人　“ムチャ”なお願いしちゃいましたSP（フジテレビ、2019年3月29日）
- 乃木坂46のザ・ドリームバイト!〜働き方改革!夢への挑戦!〜 （フジテレビ、2019年4月2日 - 2022年3月29日）[23][52]
- ワールド極限ミステリー（TBSテレビ、2019年4月17日）
- 教えてもらう前と後（毎日放送）、2019年5月7日）
- 超問クイズ! 真実か?ウソか?（日本テレビ、2019年5月31日・6月4日・8月2日）
- くりぃむクイズ ミラクル9（テレビ朝日、2019年6月5日）
- 開運!なんでも鑑定団（テレビ東京、2019年6月18日、2021年2月9日）
- 林修の今、知りたいでしょ!（テレビ朝日、2019年6月25日）
- 長嶋一茂＆石原良純いきなりやってみた！（テレビ東京、2019年7月10日）
- THE突破ファイル（日本テレビ、2019年7月11日、2020年1月23日・1月30日）
- 秘密のケンミンSHOW 極（読売テレビ、2019年7月11日・10月10日、2020年4月9日、2021年3月18日、2022年10月13日、2023年3月16日）
- ヒルナンデス!（日本テレビ、2019年7月29日・8月5日、2023年6月9日：「隠れ名店さんぽ」コーナー）
- 今夜くらべてみました（日本テレビ、2019年8月7日）
- ファン10万人がガチで投票!高校野球総選挙（テレビ朝日、2019年8月10日）
- 踊る!さんま御殿!!（日本テレビ、2019年10月1日、2020年2月19日・11月10日、2022年4月5日、2022年11月29日、2023年5月9日）
- バケット（日本テレビ、2019年10月10日）
- ワールド極限ミステリー（TBSテレビ、2019年10月23日、2020年8月5日・9月16日・12月2日、2021年3月3日・6月16日）
- 世界まる見え!テレビ特捜部（日本テレビ、2019年11月18日）
- メレンゲの気持ち（日本テレビ、2019年12月7日）
- 西村キャンプ場（テレビ新広島、2019年12月21日）
- 明石家サンタの史上最大のクリスマスプレゼントショー2019（フジテレビ、2019年12月24日） - 司会[53]
- 子犬が家にやってきた!（NHK、2020年12月24日）
- とくダネ!（フジテレビ、2021年3月23日）
- あさイチ（NHK総合、2022年3月2日）
- 乃木と霜降りのダンスバトルズ（フジテレビ、2022年4月5日 - 9月27日）
- 芸能人が本気で考えた!ドッキリGP（フジテレビ、2022年7月30日）
- 上田と女が吠える夜（日本テレビ、2022年9月28日、2023年8月30日）
- ポップUP!（フジテレビ、2022年9月13日）
- 池上かまいたちのイイうっぷんですね（フジテレビ、2022年10月7日）
- ギュッと!四国（NHK松山放送局、2022年12月10日、2023年2月25日）
- ノブナカなんなん?（テレビ朝日、2023年1月18日）- 香川県での暮らしを紹介した。
- 日本全国〜桂宮治の街ノミネート（BSフジ、2023年2月2日）
- ニッポンわが町うどんMAP5（フジテレビ、2023年2月26日）
- ロコだけが知っている（NHK総合、2023年3月1日）
- 月曜の蛙、大海を知る。（毎日放送、2023年3月6日）
- よみがえる若冲の花（瀬戸内海放送、2023年5月13日）
- 金バク!（岡山放送、2023年2月3日、8月11日）
- のびのび子育て！かがわ暮らし（テレビせとうち2023年8月13日）
- ニンゲン観察バラエティ モニタリング（TBSテレビ、2023年8月24日）
- おとなりさんはなやんでる。（NHK教育テレビジョン、2023年8月26日）

### ドラマ

#### フジテレビ時代
- 僕とスターの99日 第1話（2011年10月23日） - 記者会見進行役

### ラジオ

#### フジテレビ時代
- 小久保淳平のallnightnippon-r（ニッポン放送、2003年2月） - ゲスト出演
- 赤坂泰彦のサタデーリクエストバトルフジテレビvsニッポン放送 局アナリクエスト合戦スペシャル（ニッポン放送、2005年4月16日）
- 林家たい平とフジ女子アナのってけラジオ（ニッポン放送、2007年9月7日） - 代打アシスタント
- ザ・襲名 二代目林家三平です（文化放送、2009年4月1日）- アシスタント
- Early Morning×槇原敬之のオールナイトニッポン（ニッポン放送、2009年9月24日）

### CM

#### フリー転向後
- ハウス食品「ウコンの力　カシスオレンジ味」中野美奈子登場篇（2012年10月）、忘年会篇（2012年12月）
- ネイチャーラボ 「To Be White」女子アナ大量購入編（2012年）- 島ひとみ・岩崎千明・寺田ちひろ・谷中麻里衣と共演
- 日本インプラント株式会社「あんしんインプラント」（2023年 - ）

### 映画

#### フジテレビ時代
- UDON（2006年、本広克行監督） - TVレポーター 役

#### フリー転向後
- 謎解きはディナーのあとで（2013年、土方政人監督）

## 著書

### エッセイ
- ミナモトノミナモト。（2013年1月11日、幻冬舎、ISBN 978-4-344-02316-1）